# 羊岭镇
羊岭镇，是中华人民共和国四川省广元市剑阁县下辖的一个乡镇级行政单位。

## 行政区划
羊岭镇下辖以下地区：
太平社区、庙坝村、太平村、茶角村、蒲花村、桥河村、灵泉村、马鞍村、大堰村、剑寺村、钟鼓村和青柏村。